# François-Vincent Raspail

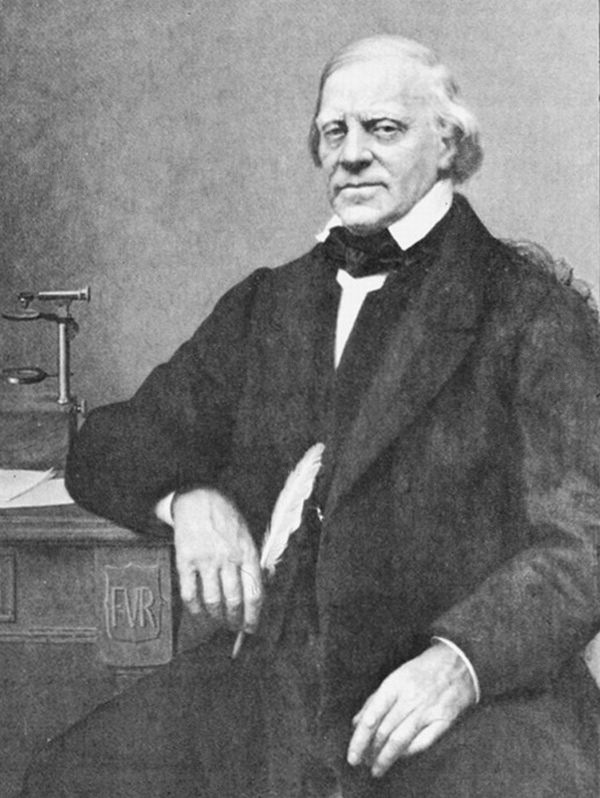
Francois Raspail

François-Vincent Raspail (* 25. Januar 1794 in Carpentras; † 7. Januar 1878 in Arcueil) war ein französischer Botaniker, Chemiker, Verfasser medizinischer Schriften und Politiker. Er gilt als ein Pionier der Histologie und speziell der Histochemie. Sein offizielles botanisches Autorenkürzel lautet „Raspail“.

## Leben
Raspail studierte ab 1816 in Paris Jura und ab 1822 Medizin (ohne Abschluss). Nebenbei veröffentlichte er politische Artikel und war als Republikaner seit der Julirevolution von 1830 politisch aktiv und war deshalb unter Louis-Philippe I. über zwei Jahre inhaftiert. Auch an der 1848er Revolution war er beteiligt, war 1848 französischer Präsidentschaftskandidat der Sozialisten und gründete die Zeitschrift L’ami du Peuple (nachdem er schon zuvor 1834 eine Zeitschrift Reformer herausgegeben hatte). 1849 wurde er aus politischen Gründen zu sechs Jahren Haft verurteilt. 1853 wurde seine Haftstrafe in Exil umgewandelt, und bis 1862 blieb er in Belgien. 1869 war er Abgeordneter in der Nationalversammlung für Lyon und 1875 für Marseille.
Er war ein früher Vertreter der Zelltheorie in Frankreich und propagierte wie Rudolf Virchow in Deutschland, dass Zellen nur aus Zellen entstehen. Raspail gehörte zu den Pionieren des Studiums von Pflanzen mit dem Mikroskop, das er auch selbst weiterentwickelte. 1825 wandte er die seit 1814 bekannte Reaktion von Jod mit Stärke als Färbemittel für histologische Untersuchungen von Pflanzensamen an und führte bald darauf weitere histologische Färbemethoden ein. Ebenfalls 1825 führte er das Gefrieren von Gewebe ein, um histologische Schnitte durchzuführen. Außerdem setzte er sich für medizinische Hygiene ein (angeregt durch Beobachtungen im Gefängnis) und die Verwendung von Antiseptika, insbesondere Kampher, das er als Allheilmittel anpries und in allen möglichen Zubereitungen erfolgreich verkaufte. Allerdings verstieß er damit gegen das Gesetz, da er keine Zulassung als Mediziner hatte. 1846 wurde er deswegen vor Gericht angeklagt, kam aber glimpflich mit einer kleinen Geldstrafe davon.
1878 starb er an einer Lungenentzündung.
Sein Werk Nouveau système de chimie organique wurde per Dekret der Glaubenskongregation 1834 auf den Index der verbotenen Bücher gesetzt.

## Ehrungen
Nach ihm benannt ist die Pflanzengattung Raspalia Brongn. aus der Familie der Bruniaceae.
Ein Boulevard in Paris wurde 1913 nach ihm benannt und nach diesem eine Metrostation.

## Schriften
- Essai de chimie microscopique 1830
- Nouveau système de chimie organique fondé sur les nouvelles méthodes d’observation. Paris 1833.
  - 2ème édition / atlas. J. B. Baillière, Paris 1838 Digitalisat Biusant
- Lettres sur les Prisons de Paris 1839
- Médecine des familles, ou méthode hygiénique et curative par les cigarettes de camphre, les camphatières hygiéniques, l’eau sédative, etc. 6e édition. Collas, Paris 1845 Digitalisat Gallica
- Revue élémentaire de Médecine et Pharmacie domestiques, ainsi que des sciences accessoires et usuelle. Mises à la portée de tout le monde.
  - Tome premier. Paris 1847–1848 Digitalisat Gallica
  - Tome second. Paris 1847–1848 Digitalisat Gallica
- Histoire naturelle de la santé et de la maladie chez les végétaux et chez les animaux en général, et en particulier chez l’homme. 3 Bände, Paris 1843; 3. Auflage:
  - Tome premier. Paris – Bruxelles 1860. Digitalisat Gallica
  - Tome deuxième. Paris – Bruxelles 1860. Digitalisat Gallica
  - Tome troisième. Paris – Bruxelles 1860. Digitalisat Gallica
- Appel urgent au concours des hommes éclairés de toutes les professions contre les emprisonnements industriels ou autres qui compromettent de plus en plus la santé publique et l’avenir des générations. Paris – Bruxelles 1863 Digitalisat Gallica
- Nouvelles études scientifiques et philologiques, 1861–1864. Paris – Bruxelles 1864 Digitalisat archive.org